# FSME-Virus
Das Frühsommer-Meningoenzephalitis-Virus (FSME-Virus, englisch Tick-borne encephalitis virus, TBEV; Spezies Orthoflavivirus encephalitidis) ist ein behülltes einzelsträngiges RNA-Virus positiver Polarität aus der Familie der Flaviviridae. Es ist als humanpathogenes Virus der Erreger der Frühsommer-Meningoenzephalitis (FSME bzw. engl. TBE), bekannt sind ferner verschiedene Subtypen (TBEV-Eur
in Europa, TBEV-FE im Fernen Osten, TBEV-Sib in Sibirien).
Der im deutschsprachigen Raum verwendete Begriff „FSME“ bezeichnet die Erkrankung mit europäischem Subtyp.
Das primäre Erregerreservoir des TBEV sind vor allem Mäuse, es zirkuliert allgemein zwischen Zecken und kleinen Nagetieren.

## Aufbau
Die sphärischen Virionen haben einen Durchmesser von etwa 50 nm. Darin befindet sich das virale Genom in einer Länge von ca. 10 kb. Es trägt einen 5'-Cap und einen einzigen offenen Leserahmen, das an beiden Enden mit untranslatierten Regionen flankiert ist. Das in der Wirtszelle entstehende Polyprotein wird co- und posttranslational durch verschiedene virale und zelluläre Proteasen in drei Strukturproteine (Core-Protein C, Prämembran-Protein prM und Envelope-Protein E) sowie sieben weitere Proteine (NS1, NS2A, NS2B, NS3, NS4A, NS4B und NS5) wie die RNA-abhängige RNA-Polymerase oder die virale Protease geschnitten. Im Viruskapsid sind die drei Strukturproteine eingebettet.
Das Glykoprotein E spielt eine zentrale Rolle in der Biologie der Infektion und ist für die Bindung und das Eindringen in die Zielzelle verantwortlich. Es gehört zu den am besten charakterisierten viralen Proteinen überhaupt. Zudem erlaubt es eine Unterscheidung der Subtypen.

## Subtypen
Es sind verschiedene Subtypen bekannt, deren Antigene sich geringfügig mit 3 bis 6 % unterscheiden:
- fernöstlicher Subtyp (Far Eastern Subtype, TBEV-FE): Far-Eastern tick-borne encephalitis virus (Far-Eastern TBEV), ehemals Russian-Spring-Summer-Enzephalitis-Virus (RSSEV) – Vorkommen hauptsächlich in Russland, östlich des Urals und in Teilen von China, Japan und Korea. Überträger dieses Subtyps ist Ixodes persulcatus (Taigazecke), die Letalität dieses Subtyps liegt bei bis zu 20 %.
- europäischer Subtyp (Western European Subtype, TBEV-Eu): Western tick-borne encephalitis virus (WTBEV), ehemals Central-European-Encephalitis-Virus (CEEV) – Vorkommen in Zentral-, Ost- und Nord-Europa. Überträger ist Ixodes ricinus (Gemeiner Holzbock), Letalität beträgt bis zu 2 %.[9]
- (zentral)sibirischer Subtyp (Siberian Subtype, TBEV-Sib): Siberian tick-borne encephalitis virus (STBEV), ehemals West-Siberian-Virus – Vorkommen in (West-)Sibirien. Überträger ist Ixodes persulcatus

Die Typuslinie ist der Sofjin strain.
- Zudem wurde ferner ein himalajanischer (TBEV-Him) sowie einen baikalischer (TBEV-Bkl) Subtyp identifiziert.[5]

## Überträger und Reservoir
TBEV zirkuliert zwischen Zecken (Ixodida sp.) und Kleinsäugern wie Mäusen und Nagetieren. In diesen vermehrt sich das Virus, die Säuger erkranken aber selbst nicht. Zudem spielen auch größere Säugetiere wie Wild-, Haus- und Nutztiere (Hasen, Rotwild, Schafe, Ziegen etc.) eine Rolle für die Zeckenökologie. Zecken stecken sich in verschiedenen Entwicklungszyklen an (z. B. als Larve, Nymphe oder als adultes Tier) und sind Hauptvektoren. Hierbei treten die infizierten Zecken in Europa überwiegend in Busch- und Waldgebieten mit jährlichen Durchschnittstemperaturen von mehr als 8 °C auf.
Der Mensch gilt als zufälliger Endwirt, die Viren können nicht von Mensch zu Mensch übertragen werden. Auch die Weitergabe des Virus einer an FSME-infizierten schwangeren Frau an den Fötus ist nicht bekannt. Neben dem Menschen können auch größere Säugetiere wie Ziegen an TBE/FSME erkranken. Die Ansteckung erfolgt über Zeckenstiche oder über Rohmilch infizierter Tiere (z. B. nicht pasteurisierte Ziegen- oder Schafsmilch). Die durch die Viren verursachte Krankheit selbst wurde erstmals 1931 bei Forstarbeitern aus Neunkirchen beschrieben, der Erreger 1949 isoliert.
Das endemische Auftreten von FSME ist immer mit großen Flüssen assoziiert. Die Gründe dafür sind bis dato unklar.

## Systematik
Die Spezies TBEV gehört innerhalb der Gattung Orthoflavivirus zum so genannten Tick-Borne-Enzephalitis-Komplex (TBE), zu dem die neben diesen Erregern der Frühsommer-Meningoenzephalitis auch das Louping-Ill-Virus (Erreger von Louping III, LI), das Kyasanur-Forest-Disease-Virus (Erreger des Kyasanur-Wald-Fiebers, KFD) mit dem Subtyp Al-Khurma-Virus, das Powassan-Virus (Erreger der Powassan-Virus-Enzephalitis, PE), das Omsk-hämorrhagisches-Fieber-Virus (Erreger des Omsker Fiebers), das Langat-Virus, sowie die Erreger der Negeshivirus-Enzephalitis zählen. Die einzelnen Arten sind jeweils auf bestimmte Regionen begrenzt.

## Meldepflicht
In Deutschland ist der direkte oder indirekte Nachweis des FSME-Virus namentlich meldepflichtig nach § 7 des Infektionsschutzgesetzes (IfSG), soweit der Nachweis auf eine akute Infektion hinweist.  Die Meldepflicht betrifft in erster Linie die Leitungen von Laboren (§ 8 IfSG).
In der Schweiz ist der positive und negative laboranalytische Befund zu einem Zeckenenzephalitisvirus für Laboratorien meldepflichtig und zwar nach dem Epidemiengesetz (EpG) in Verbindung mit der Epidemienverordnung und Anhang 3 der Verordnung des EDI über die Meldung von Beobachtungen übertragbarer Krankheiten des Menschen.

## Geschichte
Das Virus wurde 1937 in der damaligen Sowjetunion und in Mitteleuropa 1948 in der damaligen Tschechoslowakei isoliert. 1957 gelang in Österreich die Isolierung des FSME-Virus aus dem Gehirn eines an FSME Verstorbenen durch Hans Moritsch und Josef Krausler. Damals wurde die Krankheit nach dem Erstbeschreiber als „Schneider'sche Erkrankung“ bezeichnet.